# 홍진영
홍진영(洪進英, 1985년 8월 9일 ~ )은 대한민국의 트로트 가수이다. 
2006년 드라마 《연개소문》을 통해 방송에 데뷔하였다. JYP 엔터테인먼트 연습생으로 걸그룹을 준비하다가 2007년 소속사를 옮긴 뒤 그룹 스완의 멤버로도 활동했으나 스완의 1집 활동이 끝나고 소속사가 부도로 문을 닫게 되자 연기자로 전환했다. 애프터스쿨 멤버 합류 제의가 들어왔으나 고사했다. 2008년 《사이다》의 〈안나의 실수〉에 출연하였다.
2009년 6월 19일 《사랑의 배터리》라는 트로트 앨범을 발표하면서 솔로 가수로 데뷔했다. 주요 노래로는 《사랑의 배터리》,《내 사랑》,《산다는 건》 사랑의 와이파이, 《엄지 척》, 눈물비, 잘가라, 사랑은 꽃잎처럼 등이 있다. 2012년 12월 12일 키이스트로 소속사를 옮겼고, 이후 뮤직케이 엔터테인먼트 로 소속사를 옮겼다. 2014년 《우리 결혼 했어요》에 고정 패널로 출연하였다. 2016년 11월 11일부터 여성의류 온라인 쇼핑몰을 운영을 시작하였으며, 2019년 9월 IMH 엔터테인먼트를 설립하였다. 2021년 12월 27일 화장품 및 화장품도매업을 하는 (주)아이엠포텐을 설립했는데, 2023년 10월에 화장품 브랜드 '시크 블랑코'를 론칭했으며, 배우 매니지먼트 업체 아이엠포텐이엔티를 설립해 2024년 11월 4일 배우 이유진, 이효정과 가수 겸 뮤지컬 배우 린지와 전속 계약을 맺었다.

## 학력
- 조선대학교 여자중학교(졸업)
- 동일미래과학고등학교 토탈뷰티과(졸업)
- 조선대학교

## 출연 작품

### 드라마
- 2006년 SBS 주말극장 《연개소문》
- 2010년 MBC 수목드라마 《개인의 취향》
- 2011년 MBC 월화드라마 《빛과 그림자》 ... 윤지혜 역
- 2014년 tvN 월화드라마 《마이 시크릿 호텔》 ... 홍진영 역(특별출연)
- 2015년 MBC 수목드라마 《달콤살벌 패밀리》
- 2018년 MBC 목요드라마 《대장금이 보고있다》

### 영화
- 2006년 《누가 그녀와 잤을까?》 ... 서무과 백 양 역

### 뮤직비디오
- 2008년 다비치 - 사랑과 전쟁

### 예능
- 2008년 KBS 《사이다》 - 안나의 실수 서안나 역
- 2009년 KBS2 《천하무적 야구단》 - 1기 서포터즈
- 2011년 KBS1 《상상오락관》 - 고정 게스트
- 2014년 MBC 《우리 결혼했어요》
- 2014년 tvN 《트로트 엑스》
- 2015년 MBC 《미스터리 음악쇼 복면가왕》 - 사랑스러운 하트 뿅뿅(설 특집 파일럿), 신선약초 은행잎(정규편성 이후 재도전)
- 2015년 JTBC 《김제동의 톡투유 - 걱정 말아요! 그대》
- 2016년 채널A 《풍문으로 들었쇼》 - MC
- 2016년 MBC 《찾아라! 맛있는 TV》 - MC
- 2017년 KBS2 《언니들의 슬램덩크 시즌 2》
- 2017년 MBC 《은밀하게 위대하게》
- 2018년 SBS 《미운 우리 새끼》(2018년 4월 22일~4월 29일, 2018년 11월 18일~11월 25일, 2018년 12월 23일~2020년 11월 29일)
- 2020년 KBS2 《음치는 없다 엑시트》
- 2020년 SBS 《백종원의 골목식당》 - 게스트 출연(2020년 3월 4일, 2020년 3월 11일 108회~109회 게스트 출연)
- 2020년 SBS 《맛남의 광장》 - 게스트 출연(2020년 4월 9일, 4월 16일, 4월 23일 게스트 출연)
- 2020년 SBS 《텔레비전에 그게 나왔으면》 - 게스트 출연
- 2021년 SBS 《세기의 대결 AI vs 인간》 - 참가자 출연
- 2022년 《불타는 트롯맨》 - 심사위원

### 방송
- 2016년 SBS 《백종원의 3대 천왕》 - 스페셜 MC
- 2016년 KBS2 《동네스타 전국방송 내보내기》
- 2016년 SBS 《동상이몽, 괜찮아 괜찮아》
- 2017년 MBC 《발칙한 동거 - 빈방 있음》
- 2017년 KBS2 《언니들의 슬램덩크2》 - 고정 출연
- 2017년 KBS1 《전국노래자랑》 - 2017 연말결선 MC
- 2018년 JTBC 《한끼줍쇼》 - 게스트 출연
- 2018년 JTBC 《히든싱어5》 - 게스트 출연
- 2019년 tvN 《놀라운토요일》 - 게스트
- 2020년 tvN 《노랫말싸미》 - 게스트 출연 (강사)
- 2020년 MBC 《황금어장 라디오스타》 - 스페셜 MC
- 2020년 TV조선 《신청곡을 불러드립니다 - 사랑의 콜센타》
- 2020년  KBS 2TV  《신상출시 편스토랑》
- 2024년 TV조선   《미스쓰리랑》 - 22회 게스트

### 광고
- 금호타이어
- 한돈
- 대리운전 5577-5577
- 잎새주부라더
- 마이보라
- 마음골프 티업비전
- 오로나민C
- 박가부대찌개
- 신통치킨
- 좋은사람들 보디가드
- 행사의신
- 강남언니
- 미바
- 오션월드
- 처브(보험)
- 귀뚜라미보일러(2017년 10월, 2018년 9월) - 귀뚜라미 가스보일러 및 귀뚜라미 온돌매트 광고
- 티바두마리치킨
- 국산우유소비촉진 캠페인
- 프롬바이오
- 브람스 안마의자
- 서울지방경찰청 선선선캠페인(2016)
- 복권위원회
- 광동제약 헛개차
- 케이밀크(K-MILK) M/V
- 올인뷰티
- 그라클레스

## 음반 목록

### 싱글
- 첫 번째 싱글앨범 사랑의 배터리(2009년 6월 19일 발매)

1. 사랑의 배터리
2. 사랑의 배터리(Inst.)

- 두 번째 싱글앨범 내사랑(2010년 8월 3일 발매)

1. 내사랑
2. 내사랑(Inst.)

- 《사진 속 엄마 아빠의 크리스마스 (MBC 꽃다발)》2010년 12월 15일 발매

1. 사진 속 엄마 아빠의 크리스마스 (MBC 꽃다발)

- DIGITAL SINGLE ALBUM 부기맨(2013년 3월 22일 발매)

1. 부기맨

- 세 번째 싱글앨범 월량대표아적심(기다리는 마음, 2016년 6월 28일 발매)

1. 월량대표아적심(기다리는 마음)
2. 月亮代表我的心

- 영화OST 조작된 도시 Special Song(2017년 2월 9일 발매)

1. '사랑한다 안한다'

- 네 번째 싱글앨범 사랑은 꽃잎처럼 2020년 4월 1일 발매

1. 사랑은 꽃잎처럼
2. 사랑은 꽃잎처럼(Inst.)

- 다섯 번째 싱글앨범 안돼요 2020년 11월 2일 발매

1. 안돼요
2. 안돼요(Inst.)

- 여섯 번째 싱글앨범 비바라비다  2022년 4월 6일 발매

1. 비바 라 비다
2. Viva La Vida
3. 비바 라 비다 (Inst.)

### 미니 앨범
- 2014년 첫 번째 미니 앨범 《산다는 건》

1. 산다는 건
2. 산다는 건(Inst.)

- 2016년 두 번째 미니 앨범 《화양연화 (花樣年華)》

1. 엄지 척
2. 사랑의 배터리(2014 ver.)
3. 사랑이 좋아(부탁 해요 엄마 OST Part 3)
4. 사랑의 와이파이
5. 산다는 건(Cheer Up)
6. 엄지 척(Inst.)
7. 눈물비
8. 오늘밤에

#### OST
- 《기분 좋은 날 OST Part 1》2014년 5월 12일 발매
  - 내 나이가 어때서
  - 내 나이가 어때서(Inst.)
  - 내 나이가 어때서(Ballad Ver.)
  - 내 나이가 어때서(Ballad Ver Inst.)
- 《미스터 백 OST Part 3》 2014년 11월 26일 발매
  - 청춘을 돌려다오(Feat. 아웃사이더)
  - 청춘을 돌려다오(Inst.)
- 《부탁해요, 엄마 OST Part 3》 2015년 11월 29일 발매
  - 사랑이 좋아
  - 사랑이 좋아(Inst.)
- 《사랑은 뷰티풀 인생은 원더풀 OST Part.10》 2020년 1월 19일 발매
  - 그대 오는 날
  - 그대 오는 날(Inst.)
  - 그대 오는 날(Acoustic Ver.)
  - 그대 오는 날(Acoustic Ver. Inst.)
- 《황금가면 OST Part.1) 2022년 6월 15일 발매
  - 당당하게
  - 당당하게(Inst.)

## 수상
- 2009년 엠넷 아시안 뮤직 어워드 트롯 음악상
- 2010년 제17회 대한민국 문화연예대상 성인가요 신인상
- 2012년 제12회 대한민국 전통가요대상 우수가수상
- 2014년 MBC 방송연예대상 쇼/버라이어티 부문 우수상
- 2015년 제29회 골든 디스크 베스트 트로트상
- 2015년 제9회 케이블TV 방송대상 가수부문 인기상
- 2016년 제25회 하이원 서울가요대상 트로트상
- 2016년 제8회 멜론뮤직어워드 트로트 부문 수상
- 2017년 제9회 멜론뮤직어워드 트로트부문 베스트 트로트 상(따르릉, 김영철과 공동수상)
- 2018년 소리바다 어워즈 트로트 스타상
- 2018년 제10회 멜론뮤직어워드 트로트부문 수상(잘가라)
- 2018년 SBS 연예대상 베스트 커플상
- 2019년 제3회 소리바다 베스트 케이뮤직 어워즈 트로트 대상
- 2019년 제4회 금융의 날 기념식 국무총리 표창장 수상
- 2019년 제11회 멜론뮤직어워드 트로트부문 베스트 트로트상 수상
- 2019년 SBS 연예대상 리얼리티/쇼 부문 여자 최우수상
- 2020년 제1회 트롯어워즈 트롯100년 여자 베스트 가수상 수상

## 경력
- 2014년 전남과학대학교 모델연기연예학과 겸임교수
- 2014년 송원대학교 실용예술학과 전임강사

## 홍보대사
- 2010년 경상북도 홍보대사
- 2013년 조선대학교 홍보대사
- 2015년 한돈 홍보대사
- 2015년 2015국제농업박람회 홍보대사
- 2016년 보령 머드축제 홍보대사
- 2017년 일산동부경찰서 홍보대사
- 2017년 '2017 대한민국 마을기업 박람회 & 공동체 한마당' 홍보대사
- 2018년 우유 홍보대사
- 2018년 복권홍보대사
- 2018년 제13회 충주 세계소방관경기대회 홍보대사
- 2019년 제12기 행복공감 봉사단 홍보대사
- 2020년 경기지역화폐 홍보대사

## 가족
- 아버지: 홍금우(1945년~)
- 어머니: 최말순(1954년~)
- 언니: 홍선영(1980년~)
- 이모: 최숙례
- 배우자 없음 (미혼)